# (21560) Analyons
(21560) Analyons (1998 QC91) – planetoida z pasa głównego asteroid okrążająca Słońce w ciągu 5,13 lat w średniej odległości 2,97 j.a. Odkryta 28 sierpnia 1998 roku.